# Atti del beato Francesco e dei suoi compagni
Gli Atti del beato Francesco e dei suoi compagni (Actus beati Francisci et sociorum eius) è un'opera scritta in latino, tra il 1327 e il 1337 da frate Ugolino da Monte Santa Maria (oggi Montegiorgio, FM), che comprende una serie di racconti sulle gesta  di Francesco d'Assisi e di altri frati dell'ordine francescano e in particolare dei frati della Marca di Ancona, un'opera che sarà poi volgarizzata ne I Fioretti di San Francesco.

## Datazione
L'opera è comunque anteriore alla cosiddetta Legenda antiqua o Compilatio Avinioniensis, riportata in diversi manoscritti del XIV secolo, di cui si segnala in particolare il codice vat. Lat. 4354 della Biblioteca apostolica vaticana.
In diversi codici gli Actus si trovano intercalati con lo Speculum perfectionis e con altri brani extravaganti. Il compilatore chiamò questa silloge Legenda antiqua, dovendo integrare la cosiddetta "Legenda Nova" di San Bonaventura (la Legenda Maior). 

## Il testo
Il testo degli Actus ripropone in particolare una serie di episodi della vita del santo di Assisi e una serie di racconti riguardanti i suoi più fedeli compagni: frate Bernardo di Quintavalle, frate Masseo, frate Rufino, frate Silvestro, frate Rizzerio da Muccia, frate Pellegrino da Falerone, frate Corrado da Offida e Santa Chiara ai quali si aggiungono, in una seconda sequenza, le gesta di altri santi, come frate Egidio, Antonio di Padova,Simone di Assisi ed i frati delle Marche (tra questi: Corrado da Offida, Giovanni da Penna, Iacopo da Falerone, Liberato da Loro / l'Anonimo di Soffiano, Iacopo da Massa e frate Giovanni da Fermo detto della Verna |Giovanni della Verna).
Lo stile degli Actus, dai quali traspaiono la bontà d'animo del santo, il suo senso di carità e il suo immenso amore per Dio e per tutte le creature, è semplice e scorrevole e il latino usato è quello corrente.
Negli Actus non si parla di Francesco come un santo "alla sequela di Gesù", ma di Francesco "quasi alter Christus", come un secondo Cristo.